# Karmelitenkloster Abensberg

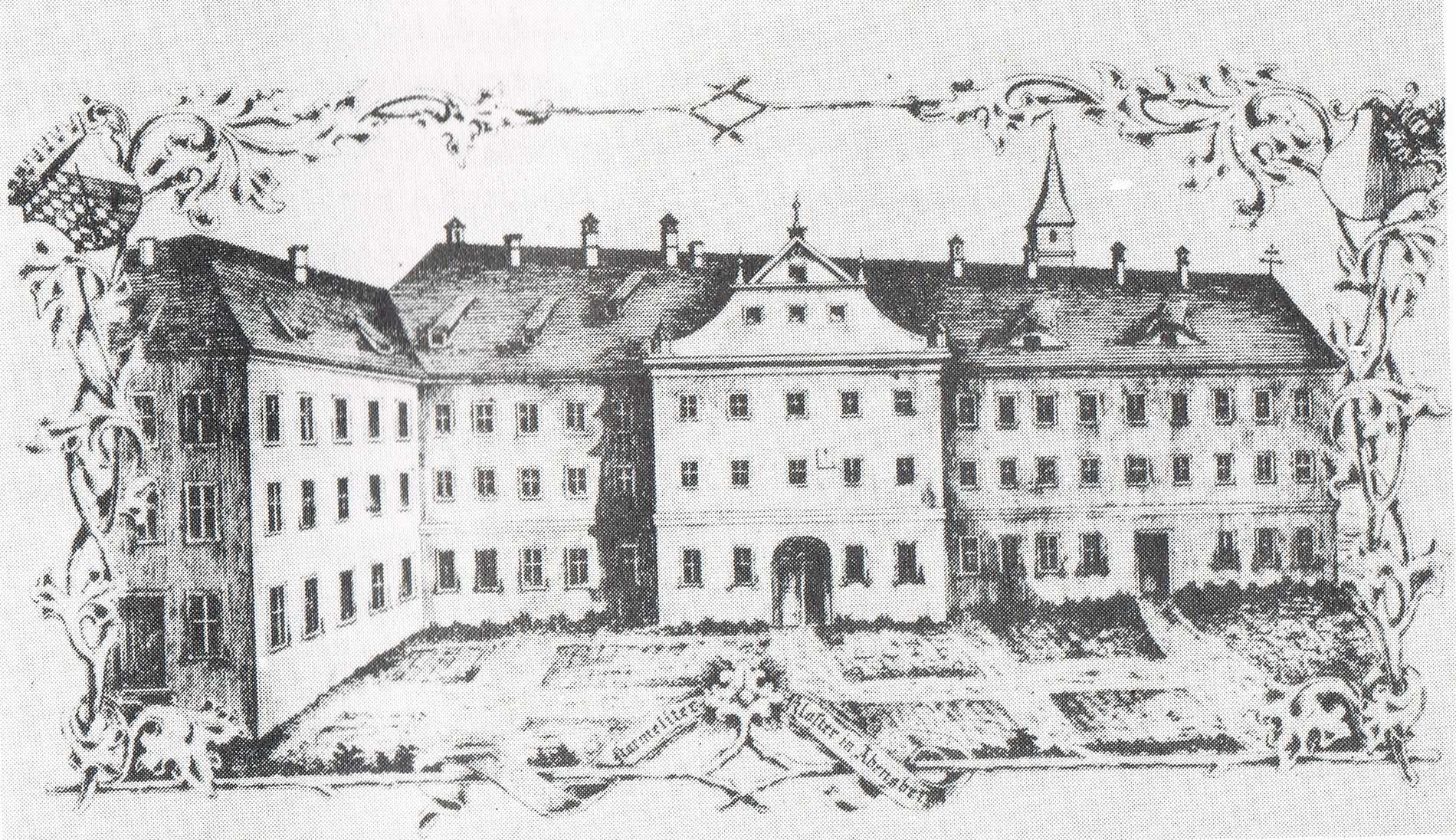
Historische Ansicht des ehemaligen Karmelitenklosters (von Süden)

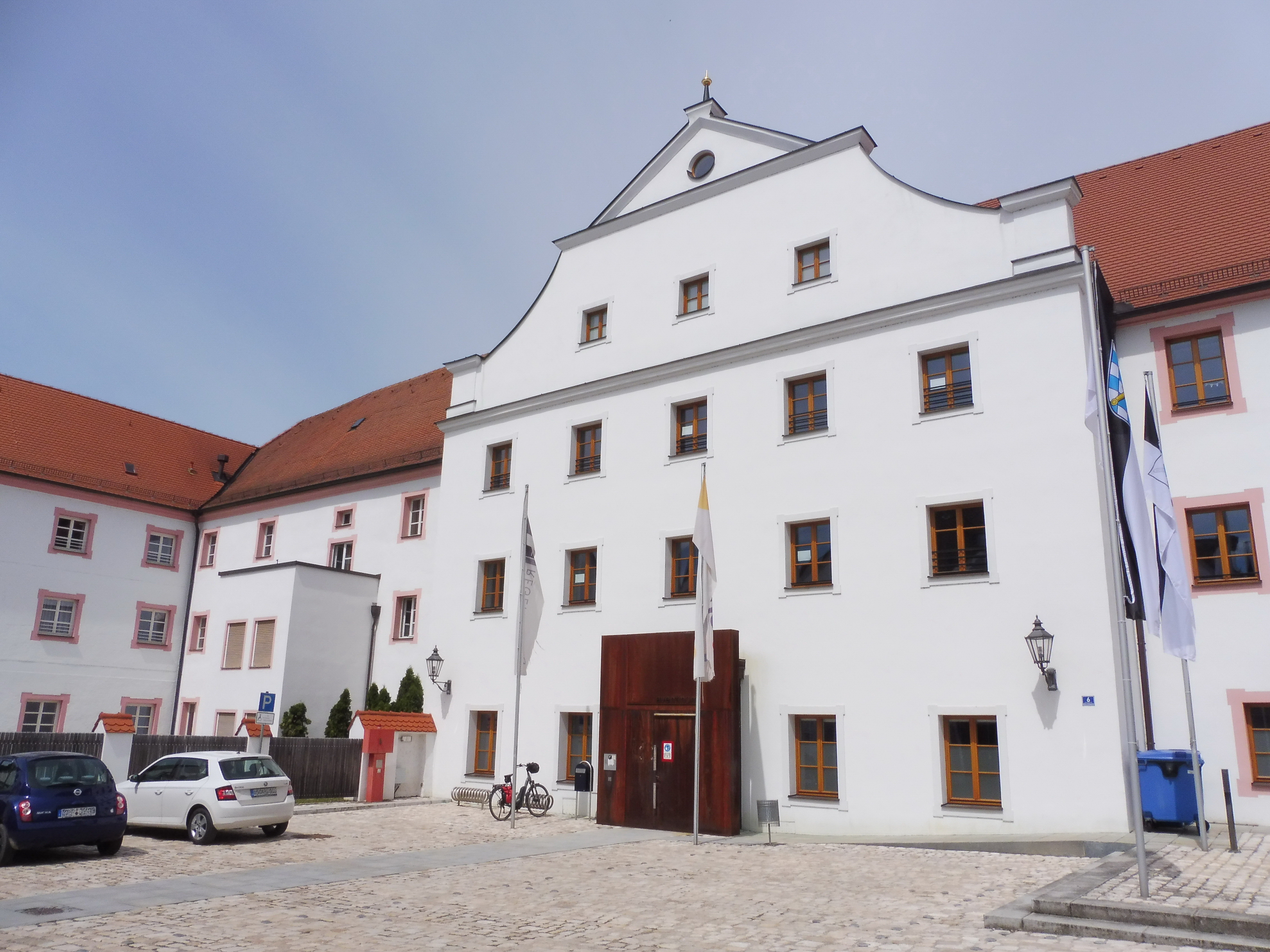
Heutiger Zustand (2021)

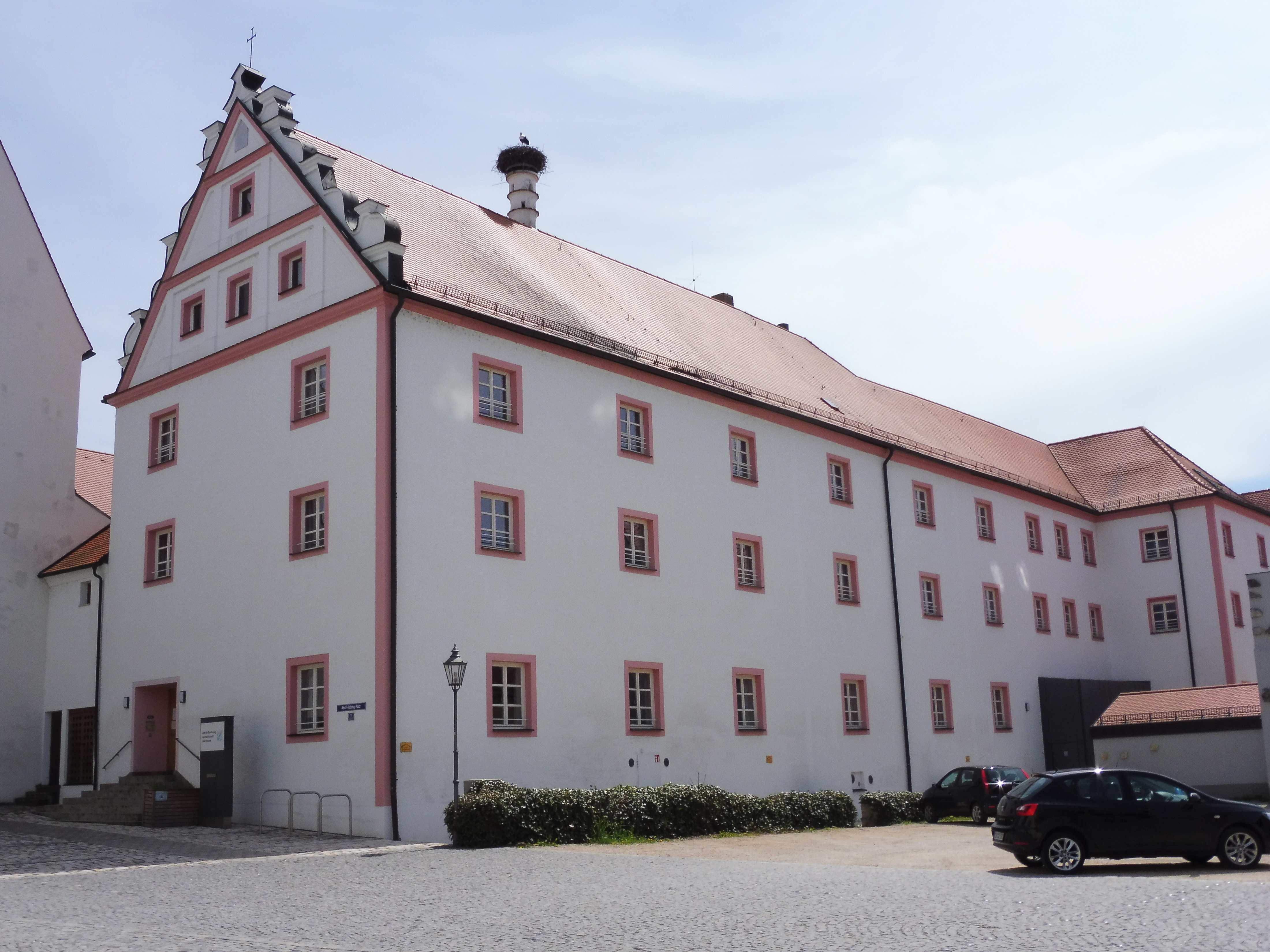
Nordtrakt des Klosters, am linken Bildrand die Klosterkirche

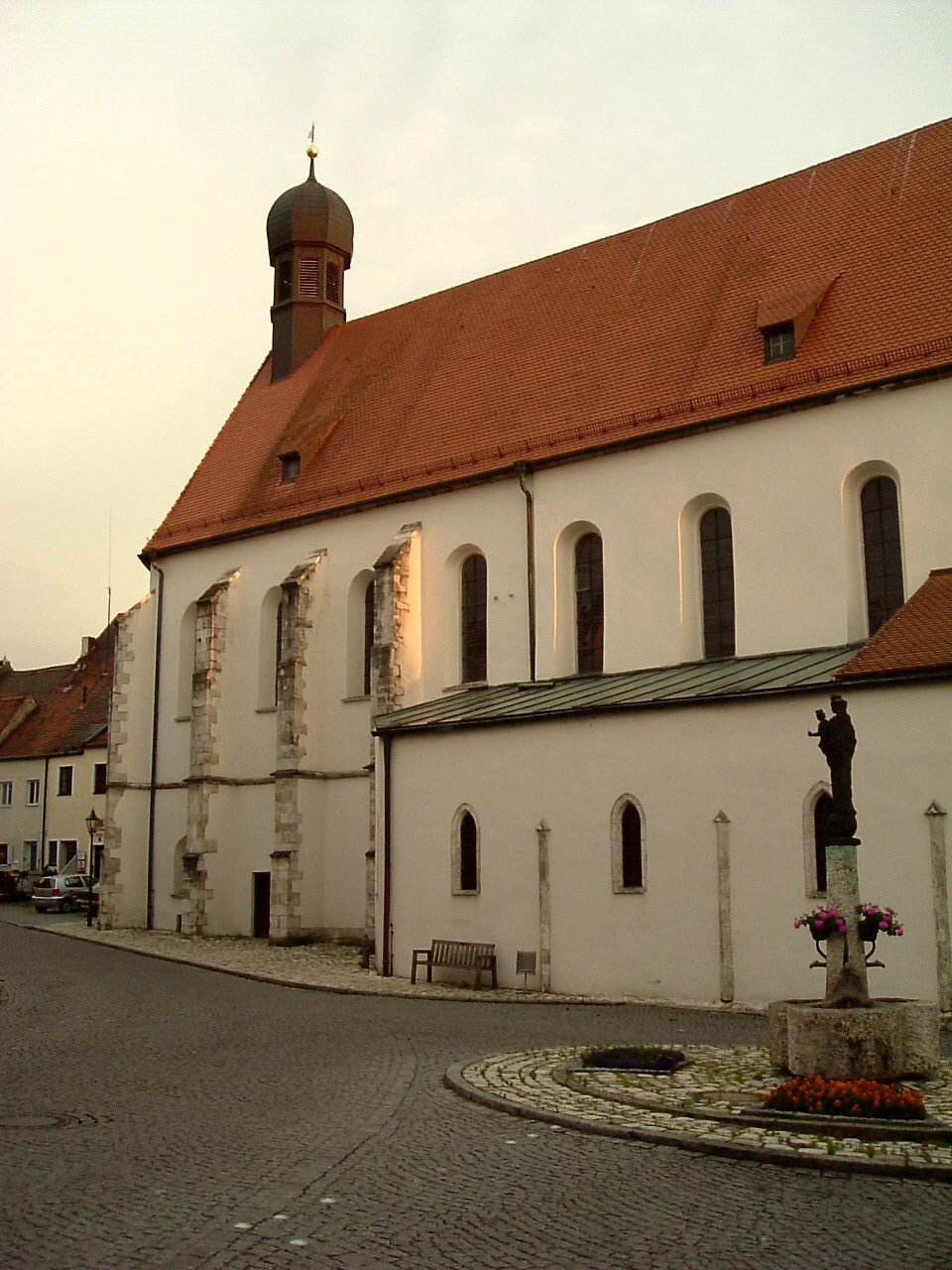
Außenansicht der ehemaligen Klosterkirche

Das Kloster Abensberg ist ein ehemaliges Kloster der Karmeliten in Abensberg in Bayern in der Diözese Regensburg.

## Geschichte
Das Kloster Abensberg mit der Klosterkirche Unsere Liebe Frau vom Berge Karmel wurde durch Graf Johannes II. von Abensberg und seine Frau Agnes von Lichtenstein den „Weißen Brüdern“, wie man damals die Karmeliten nannte, am 27. März 1389 gestiftet. Am 20. Dezember 1390 gestattete Papst Bonifatius IX. die Klostergründung, am 7. September 1391 erfolgte die Genehmigung durch den Regensburger Bischof Johann. Die endgültige Schenkung wurde am 7. April 1392 amtlich vollzogen.
Im Dreißigjährigen Krieg wurden die Klostergebäude schwer beschädigt. Die Grundsteinlegung für den Neubau erfolgte erst am 2. April 1686. Im Zuge der Säkularisation wurde das gesamte Vermögen des Klosters beschlagnahmt. Am 30. März 1802 wurde der Konvent, 24 Patres und sieben Brüder, vertrieben. Neue Heimstatt fanden sie im Karmelitenkloster Straubing. Große Teile des Klosterinventars wurden zerstört oder geplündert, die Bücher aus der Bibliothek wurden teilweise zur Befestigung von Wegen verwendet.
1853/54 versuchte der Straubinger Prior Cyrill Knoll, das Abensberger Kloster wieder mit Ordensbrüdern zu besiedeln, scheiterte jedoch an der ablehnenden Haltung des Regensburger Bischofs Valentin von Riedel.
Die ehemalige Klosterkirche diente 1809 in der Schlacht von Abensberg als Kriegsgefangenenlager, später als Lagerhalle. Erst ab 1817 wurde sie wieder für Gottesdienste genutzt. Im Jahre 1839 ging die Kirche als Eigentum an die Stadt Abensberg über. 1939 wurde sie wieder der Pfarrgemeinde St. Barbara übertragen. Im April 1945 wurden der Dachstuhl sowie alle Fenster von mehreren Artilleriegranaten zerstört. Danach wurde die Kirche in mehreren Schritten renoviert; im Jahre 1989, 600 Jahre nach der Stiftung und 50 Jahre nach der Übertragung an die Pfarrgemeinde, waren die Arbeiten im Wesentlichen abgeschlossen. Schließlich erhielt die Klosterkirche noch eine neue Orgel von August Hartmann, die in das vorhandene alte Gehäuse eingepasst wurde; dieses wurde allerdings ein Stück nach vorne versetzt, um dahinter Platz für zusätzliche Register zu schaffen. Die ausgedehnten Gärten, die sich südlich der Klostergebäude befanden, wurden überbaut. Die ehemalige Klosterbrauerei diente bis in die 1930er Jahre als Gefängnis.
Im Hauptteil des eigentlichen Klostergebäudes war von 1817 bis 1974 das städtische Krankenhaus untergebracht. Heute befinden sich hier die Veranstaltungsräume des Aventinums, das nach Johannes Aventinus benannt ist, sowie die Volkshochschule und eine Zahnarztpraxis. Ein weiterer Teil des Gebäudekomplexes diente bis 2004 als Druckerei und beherbergt nach der Renovierung das Amt für Ernährung, Landwirtschaft und Forsten. Auf dem Dach des Klosters können jedes Jahr Störche beim Brüten beobachtet werden.

## Klosterkirche
Der genaue Zeitpunkt des Baubeginns ist heute nicht mehr bekannt, dürfte aber zwischen 1389 und 1392 gelegen haben. Für das Jahr 1442 ist jedenfalls eine Altarweihe belegt. Ursprünglich besaß die gotische Klosterkirche eine flache Holzdecke, die im Jahre 1614 auf Veranlassung des (damals bereits abgedankten) Herzogs Wilhelm des Frommen erneuert und bemalt wurde. 1691 wurde der Fußboden aufgefüllt und erhöht. 1673 kam die Orgelempore am Westende des Kirchenschiffs, 1697 die Josefskapelle an der Südseite hinzu. Die tiefgreifendste Umgestaltung der Kirche erfolgte jedoch von 1710 bis 1712. Die Pläne hierzu stammten von dem Franziskaner Fr. Philipp Blank; Baumeister war Andreas Haisinger aus Straubing, der Bruder des Abensberger Priors Ambrosius. Die Innenausmalung stammt von dem Kelheimer Jakob Schlemmer. Der Hochaltar wurde von seinem ursprünglichen Platz am Ostende des Chores weiter in Richtung Kirchenschiff verschoben, um dahinter Platz für eine Sakristei sowie einen darüber liegenden Betraum für die Brüder zu schaffen.
Die Holzdecke wurde durch ein Tonnengewölbe ersetzt. Auch die übrige Innenausstattung wurde nachfolgend barockisiert. Der heutige Hochaltar stammt aus dem Jahre 1717, mehrere Seitenaltäre aus den Jahren 1715 und 1719 und die Kanzel aus der Zeit um 1720. 1712 erhielt die Kirche auch eine reich verzierte Orgel, von der jedoch nur noch das Gehäuse original erhalten ist. Die Fenster der Klosterkirche bestehen heute aus Klarglas; ob sie früher in Glasmalerei gefertigt waren, lässt sich nicht mehr feststellen. Anstelle eines eigenständigen Turmes hat die Kirche lediglich einen Dachreiter. Dieser war ursprünglich sechseckig mit Spitze, erhielt später aber eine Kuppel. 1860 wurde er durch einen viereckigen Turm ersetzt. Heute trägt die Kirche eine achteckige Version mit zwiebelförmiger Kuppel.

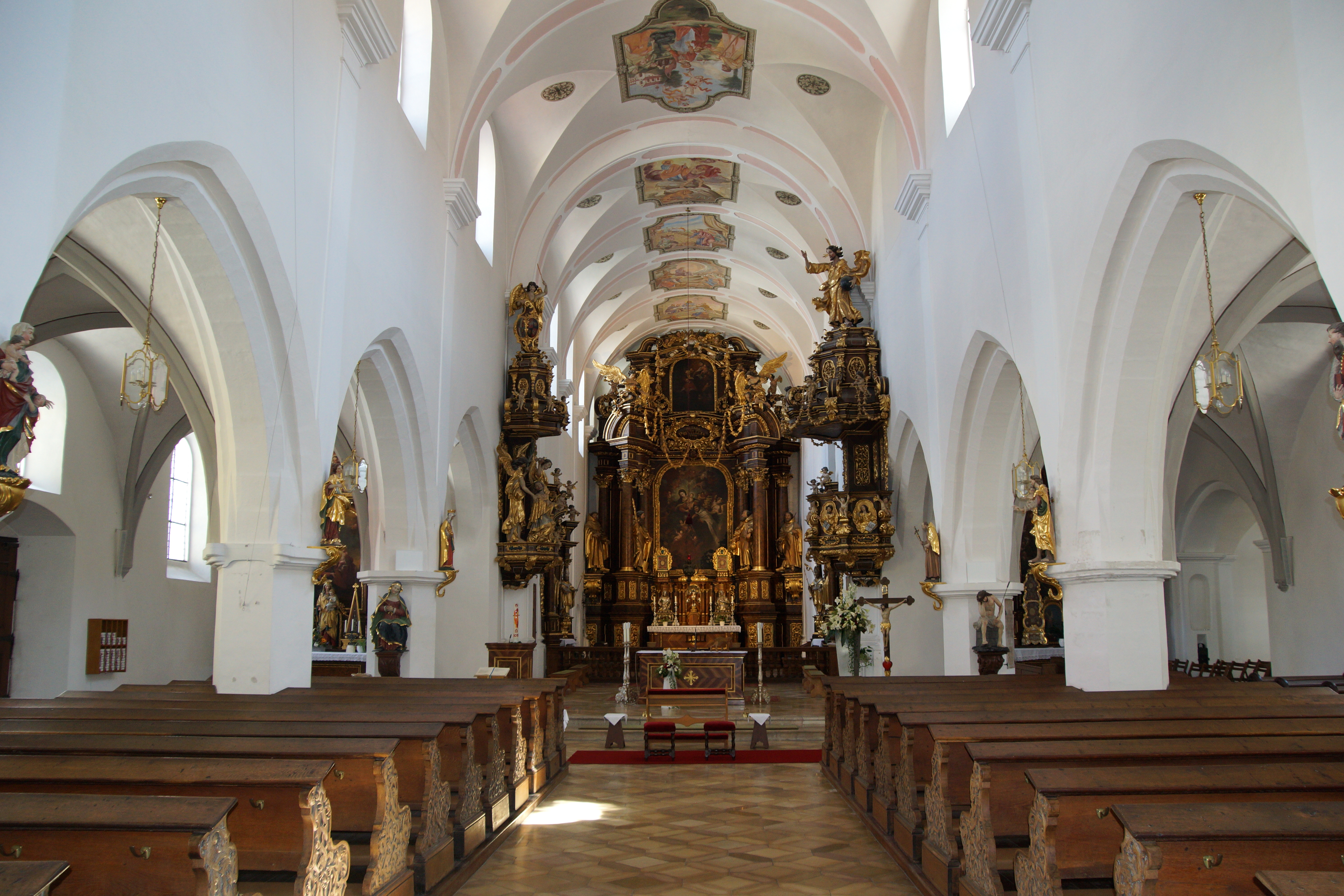
Innenansicht (Blick zum Altar)
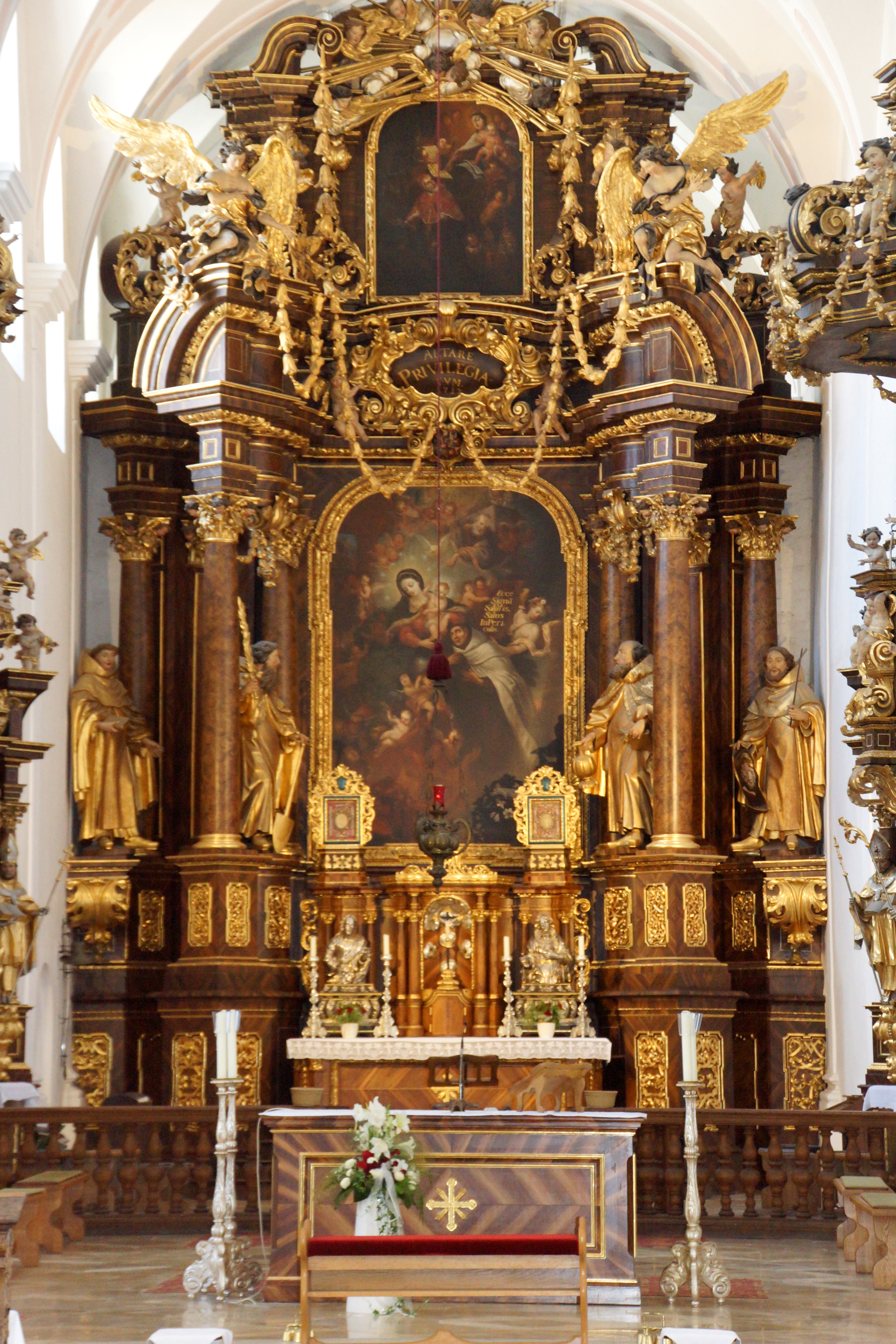
Hochaltar
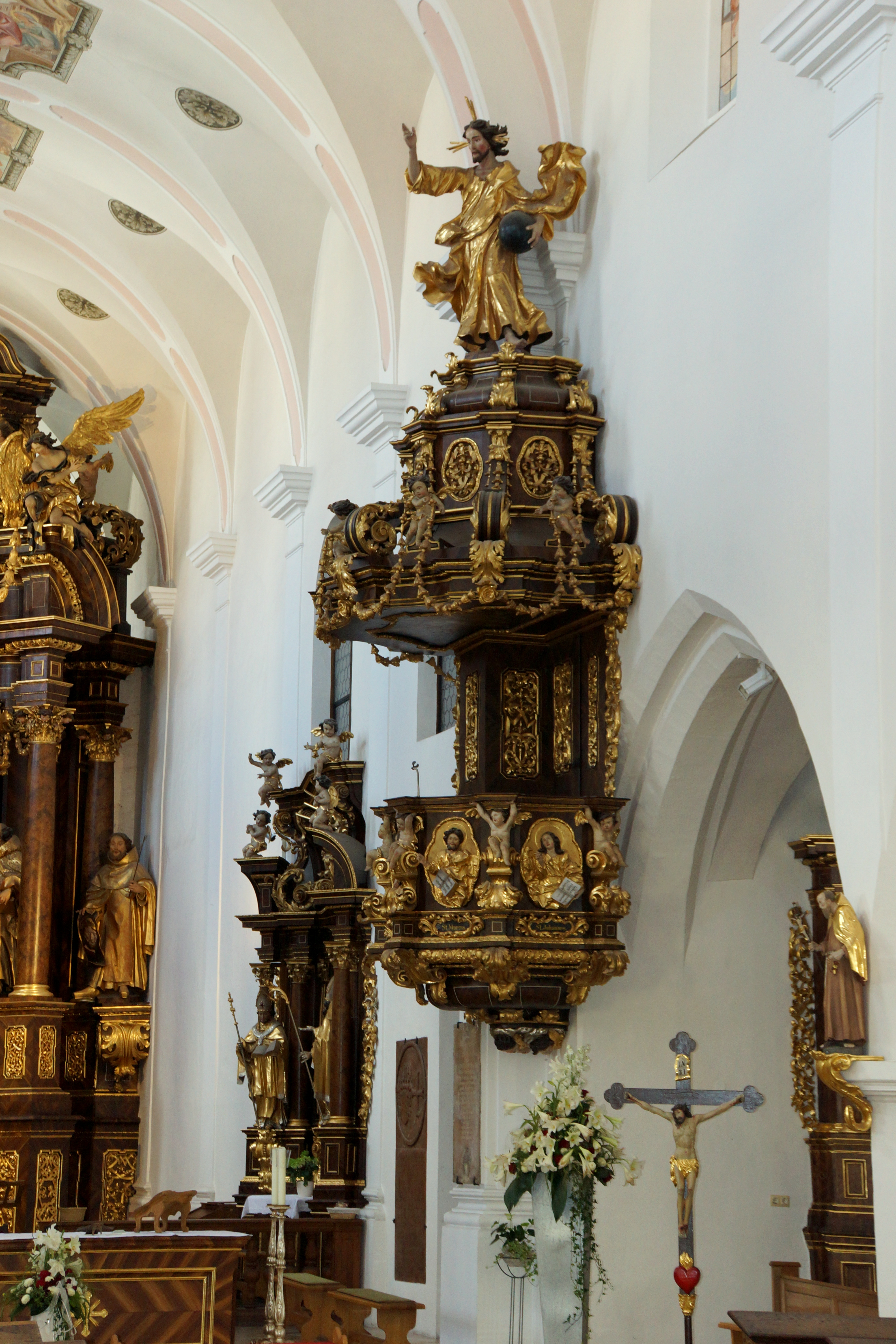
Kanzel
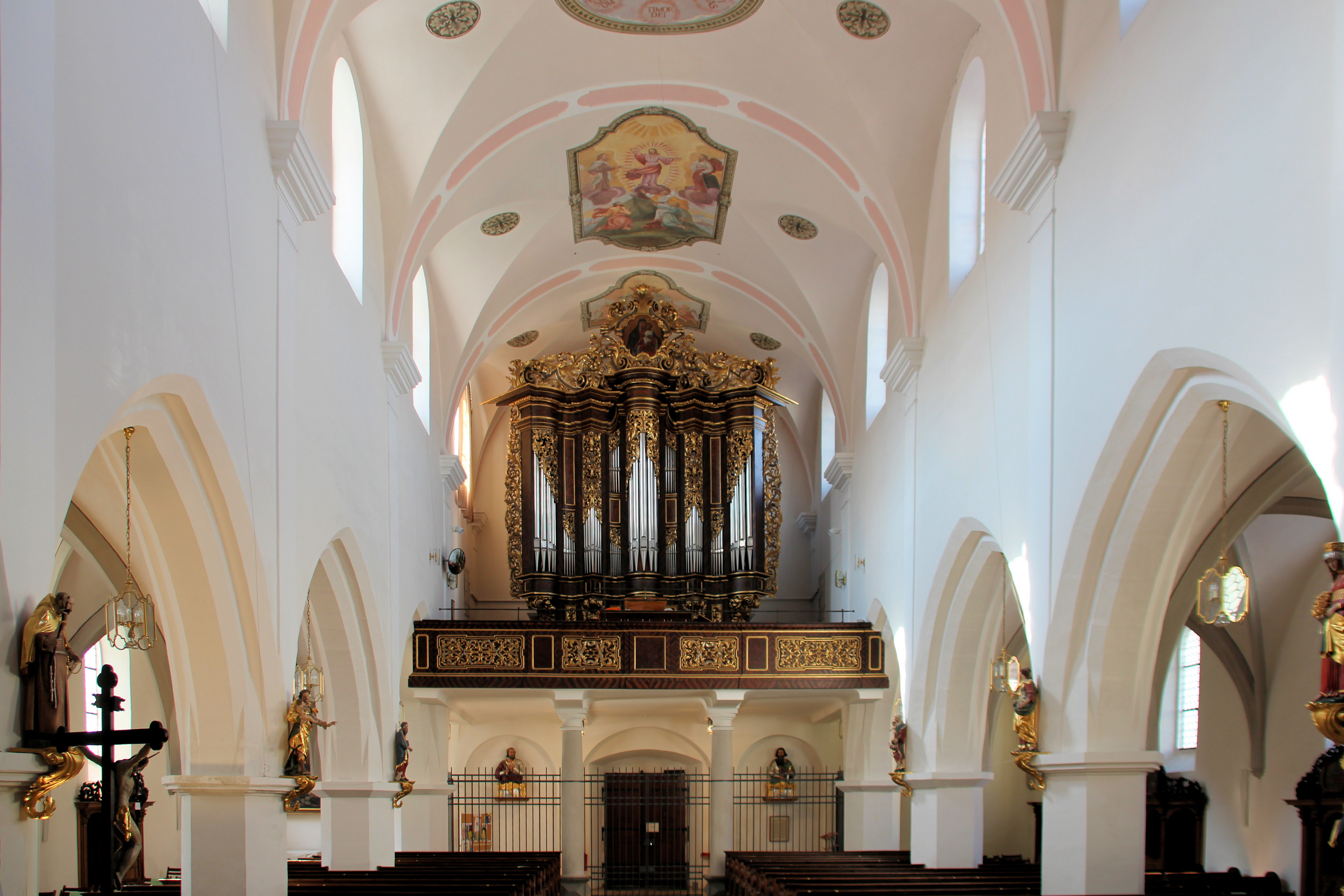
Empore und Orgel

## Kreuzgang
Während die Klosterkirche erst Mitte des 15. Jahrhunderts fertiggestellt wurde, stammt der Kreuzgang aus dem 14. Jahrhundert. Die annähernd quadratische Anlage umgibt einen von zwei Innenhöfen, befindet sich unmittelbar südlich neben der Klosterkirche und ist von der rechten Seitenkapelle aus zugänglich. Zum Innenhof hin besitzt der Kreuzgang hohe Spitzbogenfenster. Bei der letzten Renovierung im Jahre 2003 wurden diese Fenster mit einer Verglasung versehen, um witterungsbedingte Feuchtigkeitsschäden im Kreuzgang künftig zu vermeiden. Außerdem wurde bei dieser Renovierung ein Fresko mit der ältesten bekannten Stadtansicht von Abensberg entdeckt.
Zwischen 2005 und 2015 wurde bei 15 Fenstern die einfarbige Verglasung durch farbige Glasbilder ersetzt, deren Motive mit der Geschichte Abensbergs in Verbindung stehen. Sie zeigen im Nordflügel des Kreuzgangs verschiedene Wappen, im Westflügel Abensberger Kirchen, im Südflügel Heiligenfiguren und im Ostflügel Szenen aus der Abensberger Geschichte. Alle Fenster wurden von dem Abensberger Künstler Johannes Rohen gestaltet und von der Regensburger Glasmalerfirma Schwarzmayr angefertigt.
Seit 1468 hatten die Abensberger Grafen ihre Familiengrablege nicht mehr im Kloster Rohr, sondern in der Antoniuskapelle, die sich südlich der Abensberger Klosterkirche befand. Später wurden die Grabdenkmäler dann in den Nordflügel des Kreuzgangs übertragen. Seit der Säkularisation befindet sich der Kreuzgang, wie auch große Teile der übrigen Klostergebäude, in städtischem Besitz. Über Jahrzehnte waren hier die Feuerlöschgeräte gelagert. Gegenwärtig dienen Kreuzgang und Innenhof als Ort für verschiedene Veranstaltungen, unter anderem für Konzerte oder Empfänge.
Über dem Kreuzgang war von 1963 bis zur Renovierung 2002 das Aventinus-Museum untergebracht, das unter anderem an den berühmtesten Sohn der Stadt, den späteren bayerischen Geschichtsschreiber Johannes Aventinus erinnerte. Seit dem 7. Juli 2006 befindet sich das völlig neu gestaltete Museum als Stadtmuseum Abensberg im Herzogskasten, der um 1450 erbaut wurde. Die Räume über dem Kreuzgang werden seitdem als Museumsdepot genutzt. Das Grabmal von Aventinus’ Lehrer Pater Jodocus Berndorfer († 1500) befindet sich in der Klosterkirche neben dem Eingang zur Kapelle der schmerzhaften Muttergottes. Im Kreuzgang befindet sich auch der Zugang zur Gruft für die verstorbenen Brüder des Klosters. Sie kann im Rahmen der Abensberger Kellerführungen besichtigt werden.